# 名護市立羽地中学校
名護市立羽地中学校（なごしりつ はねじちゅうがっこう）は、沖縄県名護市にある市立中学校。愛称は「羽中」（はねちゅう）。

## 概要
名護市の羽地地域（旧羽地村）に位置する。学校の正門向かいには名護市役所羽地地区センターが存在する。
生徒数は2011年度（平成23年度）で300名前後と名護市内で4番目の規模となっている。校区が広く、指定された地域に住んでいる場合は自転車通学が許可される。また、名護市源河など遠方から通学する生徒はバスを利用することも多い。

## 沿革

### 年表
- 1948年
  - 4月1日 - 創立
  - 4月8日 - 開校式
- 1956年1月31日 - 学校衛生環境優良校として琉球政府表彰
- 1958年9月 - 校旗樹立式
- 1962年1月 - 図書館建設完了
- 1965年3月2日 - 国旗掲揚台完成
- 1969年
  - 1月25日 - 学研教育賞受賞
  - 10月10日 - 新運動場落成式並びに祝賀運動会
- 1970年
  - 1月20日 - 新運動場国旗掲揚台竣工（教育委員による寄贈）
  - 4月3日 - 羽地中学、源河中学統合式
- 1973年7月15日 - 創立25周年記念式典・体育館落成
- 1998年2月28日 - 創立50周年記念式典
- 2007年-2008年 - 老朽による特別校舎の建て替え（3階建）・2学期から新校舎の使用を開始

### 学校教育目標
- よく考え自主的に学ぶ生徒（自主）
- 心豊かで根性のある生徒（情操）
- 健康で明るい生徒（健康）

## 学校設備
- 普通教室（各学年3～4教室）
- 特別教室
- コンピュータ室（40台）
- 多目的ホール
- 職員室
- 図書館
- 体育館（2階建・バスケットコート2面）
- 運動場（200 mトラック・ロードコース）
- テニスコート（2面）
- 屋内プール (25 m)
- ビニールハウス

## 年中行事
- 入学式
- 新入生歓迎球技大会
- 生徒総会
- 職場見学（1年生）・職場訪問（2年生）・職場体験（3年生）
- 生徒会リーダー研修
- 運動会
- 校内合唱コンクール
- 修学旅行（3年生）
- 卒業式
- 離任式

## 生徒会・部活動

### 生徒会
- 生徒会執行部
  - 生徒会長・副会長・議長・記録係・会計係
- 生活委員会
- 図書委員会
- 放送委員会
- 給食委員会
- 保健委員会
- 報道委員会
- 美化委員会
- 体育委員会
- 学習委員会

### 部活動

#### 体育系
- 野球
- サッカー
- ラグビー
- 男子バスケットボール
- 女子バスケットボール
- 男子バレーボール
- 女子バレーボール
- 男子ソフトテニス
- 女子ソフトテニス
- 陸上部・駅伝部（オンシーズンのみ）
- 剣道（男・女）

#### 文化系
- 吹奏楽
- 科学
- 美術
- 英検
- 読書
- マルチメディア

## 区域小学校
- 名護市立羽地小学校
- 名護市立稲田小学校
- 名護市立真喜屋小学校[2]